# Iucunda semper expectatione
⇐Iucunda semper expectatione (Immer mit froher Erwartung) ist eine Enzyklika von Papst Leo XIII., sie wurde am 8. September 1894 veröffentlicht und trägt den Untertitel: „Der Rosenkranz als Betrachtung und als Gebet“.

## Rosenkranzmonat und Rosenkranzgebet
- „Es ist immer mit einer frohe Erwartung verbunden“, ...so schreibt der Papst und schaut mit Hoffnung auf den kommenden Oktober als den Rosenkranzmonat. Er erklärt erneut die Gründe, die ihn zur Exhortatio über das Beten des Rosenkranzes bewegt haben.
- Er erfleht die Fürbitte der Gottesmutter Maria und erklärt, dass das Rosenkranzgebet das geeignete Mittel sei, den verhängnisvollen Zustand von Kirche und Gesellschaft zu verändern.
- Die Betrachtung und Meditation solle ständig wiederholt und andauernd erfolgen. Es gelte, in der Intensität nicht nachzulassen, damit der Einfluss der Wohltätigkeit nicht nachlasse.
- Ablass und Vergebung, aber auch die Unterstützung in der Überwindung des „Übels auf dieser Welt“, so schreibt er weiter, werde durch die ständige Wiederholung des Rosenkranzgebetes gewährleistet.

## Die Rosenkranzenzykliken
Jede dieser „Rosenkranzenzykliken“ steht in enger Verbindung zu den vorangegangenen Enzykliken, sie bauen aufeinander auf und ergänzen sich, bis zu diesem Zeitpunkt hatte der Papst die folgenden Enzykliken  dem Rosenkranz gewidmet:
- Supremi apostolatus officio 1883
- Superiore anno 1884
- Octobri mense  1891
- Magnae Dei matris 1892
- Laetitiae sanctae 1893